# بنولو
بنولو (به ایتالیایی: Benevello) یک کومونه در ایتالیا است که در استان کونیو واقع شده‌است.

## خصوصیات
بنولو ۵٫۴ کیلومترمربع مساحت و ۴۵۱ نفر جمعیت دارد و ۶۷۱ متر بالاتر از سطح دریا واقع شده‌است.